# Championnat du Danemark de football de deuxième division

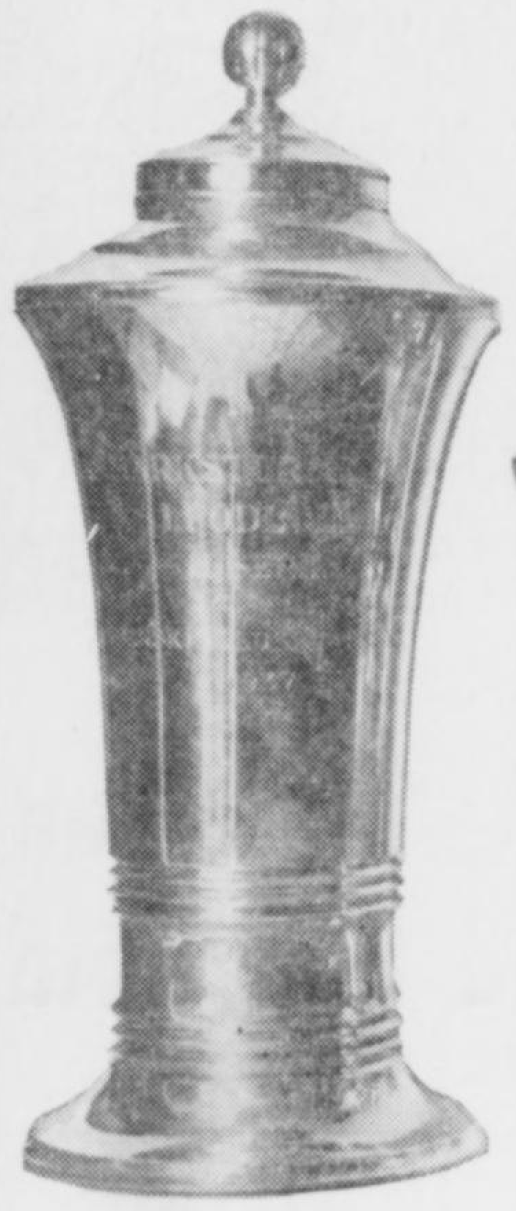
Trophée du Championnat du Danemark de football de deuxième division

Le Championnat du Danemark de football de deuxième division, dénommé « 1. Division » (ou « Betinia Liga » pour des raisons de parrainage avec Betinia) et créé en 1930, elle est la deuxième division du championnat de football professionnel au Danemark.

## Histoire
La deuxième division danoise est créée en 1930 sous le nom Promotieserie.
Après la Seconde Guerre mondiale, la division prend le nom 2.Division, elle est le deuxième niveau du football danois derrière la 1.Division. En 1991, avec la création de la Superligaen devenant le premier niveau, la 1.Division devient le deuxième niveau et la 2.Division le troisième niveau danois. En 1991, le championnat se joue durant l'année, la saison suivante le championnat se joue d'automne au printemps (1991-1992). Le championnat est joué avec 16 équipes, dont les deux premières sont promues en Superligaen et les 4 dernières sont reléguées en troisième division. En 2000-2001, il n'y a plus que trois clubs relégués.
En 2011-2012, le championnat passe à 14 équipes, puis 12 équipes en 2012-2013 avec deux équipes promues et deux équipes reléguées. En 2015-2016, avec l'expansion de la première division à 14 participants, il y a trois promotions et une seule relégation. La saison suivante, seul le champion est promu directement, le deuxième et le troisième se qualifient aux barrages de montées, les deux derniers sont relégués. Lors de la saison 2019-2020, les barrages de montées sont abandonnés seul le champion est promu et les trois derniers sont relégués.
Depuis la saison suivante, en 2020-2021, le championnat est scindé en deux après la 22e journée. Les six premiers disputent la poule championnat où les deux premiers sont promus directement en Superligaen. Les six derniers jouent dans un autre mini-championnat où les deux derniers seront relégués.

## Palmarès[1]
| Année         | Club          |
| Promotieserie | Promotieserie |
| ------------- | ------------- |
| 1930          | AGF           |
| 1931          | Fremad Amager |
| 1932          | Esbjerg fB    |
| 1933          | Skovshoved IF |
| 1934          | Helsingør IF  |
| 1935          | Næstved IF    |
| 1936          | HIK           |
| 2e Serie      |               |
| 1937          | Vejen SF      |
| 1938          | Fremad Amager |
| 1939          | Køge BK       |
| 1940          | Vejen SF      |
| 1941-1945     | guerre        |
| 2e Divisie    |               |
| 1946          | Østre BK      |
| 1947          | OB            |
| 1948          | B 1909        |
| 1949          | Esbjerg fB    |
| 1950          | B 1909        |
| 1951          | Skovshoved IF |
| 1952          | KB            |
| 1953          | AGF           |
| 1954          | B 1909        |
| 1955          | AIA-Tranbjerg |
| 1956          | Vejle BK      |

| Année | Club             |
| ----- | ---------------- |
| 1957  | OB               |
| 1958  | B 1903           |
| 1959  | B 1913           |
| 1960  | Køge BK          |
| 1961  | Brønshøj BK      |
| 1962  | AaB              |
| 1963  | BK Frem          |
| 1964  | Hvidovre IF      |
| 1965  | AB               |
| 1966  | Horsens fS       |
| 1967  | B 1913           |
| 1968  | B 1903           |
| 1969  | Randers Freja    |
| 1970  | B 1909           |
| 1971  | AGF              |
| 1972  | AB               |
| 1973  | Holbæk B&I       |
| 1974  | Vanløse IF       |
| 1975  | Kastrup BK       |
| 1976  | Frederikshavn fI |
| 1977  | Næstved IF       |
| 1978  | AaB              |
| 1979  | Køge BK          |
| 1980  | Viborg FF        |
| 1981  | Brøndby IF       |
| 1982  | BK Frem          |
| 1983  | KB               |

| Année      | Club           |
| ---------- | -------------- |
| 1984       | B 1903         |
| 1985       | KB             |
| 1986       | Hvidovre IF    |
| 1987       | Silkeborg IF   |
| 1988       | B 1913         |
| 1989       | KB             |
| 1990       | B 1909         |
| 1e Divisie |                |
| 1991       | Næstved IF     |
| 1992       | B 1909         |
| 1993       | Ikast FS       |
| 1994       | Næstved BK     |
| 1995       | Herfølge BK    |
| 1995/96    | Hvidovre IF    |
| 1996/97    | Ikast FS       |
| 1997/98    | Viborg FF      |
| 1998/99    | OB             |
| 1999/00    | FC Midtjylland |
| 2000/01    | Esbjerg fB     |
| 2001/02    | Køge BK        |
| 2002/03    | Herfølge BK    |
| 2003/04    | Silkeborg IF   |
| 2004/05    | SønderjyskE    |
| 2005/06    | Vejle BK       |
| 2006/07    | Lyngby BK      |
| 2007/08    | Vejle BK       |
| 2008/09    | Herfølge BK    |

| Année   | Club         |
| ------- | ------------ |
| 2009/10 | AC Horsens   |
| 2010/11 | AGF Århus    |
| 2011/12 | Esbjerg fB   |
| 2012/13 | Viborg FF    |
| 2013/14 | Silkeborg IF |
| 2014/15 | Viborg FF    |
| 2015/16 | Lyngby BK    |
| 2016/17 | Hobro IK     |
| 2017/18 | Vejle BK     |
| 2018/19 | Silkeborg IF |
| 2019/20 | Vejle BK     |
| 2020/21 | Viborg FF    |
| 2021/22 | AC Horsens   |